# Nîjniv, Tlumaci
Nîjniv (în ucraineană Нижнів) este localitatea de reședință a comunei Nîjniv din raionul Tlumaci, regiunea Ivano-Frankivsk, Ucraina.

## Demografie
Componența lingvistică a localității Nîjniv
     Ucraineană (99,45%)
     Alte limbi (0,55%)
Conform recensământului din 2001, majoritatea populației localității Nîjniv era vorbitoare de ucraineană (99,45%), existând în minoritate și vorbitori de alte limbi.